# Scardona
Scardona (in croato Skradin) è una città di 3 807 abitanti della Croazia, nella regione di Sebenico e Tenin.

## Geografia fisica
La cittadina è situata lungo il fiume Cherca nei pressi del Parco Nazionale del fiume Cherca, a 18 km da Sebenico e ad un centinaio di chilometri da Spalato. Scardona è nota anche per le vicine cascate (la più importante, lo Skradinski Buk, prende appunto il nome dalla città).

## Storia
Il nome italiano della città corrisponde all'antico toponimo latino: Scardona. Era un insediamento degli Illiri lungo i confini tra le tribù dei Delmatae e dei Liburni, e di questi ultimi ne era la capitale. Si trovava sulla riva destra del fiume Titius (il moderno corso del Cherca), a circa 20 km dal mare. Divenne poi un importante centro amministrativo (municipium sotto i Flavi) e militare romano (qui vennero seppelliti alcuni veterani dell'esercito romano) della regione.
Nel 1116 Scardona divenne sede vescovile in seguito alla traslazione della sede vescovile di Zaravecchia dopo la distruzione di quest'ultima città. La città appartenne all'Impero ottomano dal 1522 al 1683, dopodiché passò a Venezia (acquisto sancito dalla pace di Carlowitz) e rimase parte della Serenissima fino al 1797, seguendo poi le vicende dell'intera Dalmazia. L'antica diocesi di Scardona fu soppressa nel 1828 e riunita alla diocesi di Sebenico.

## Società

### La presenza autoctona di italiani

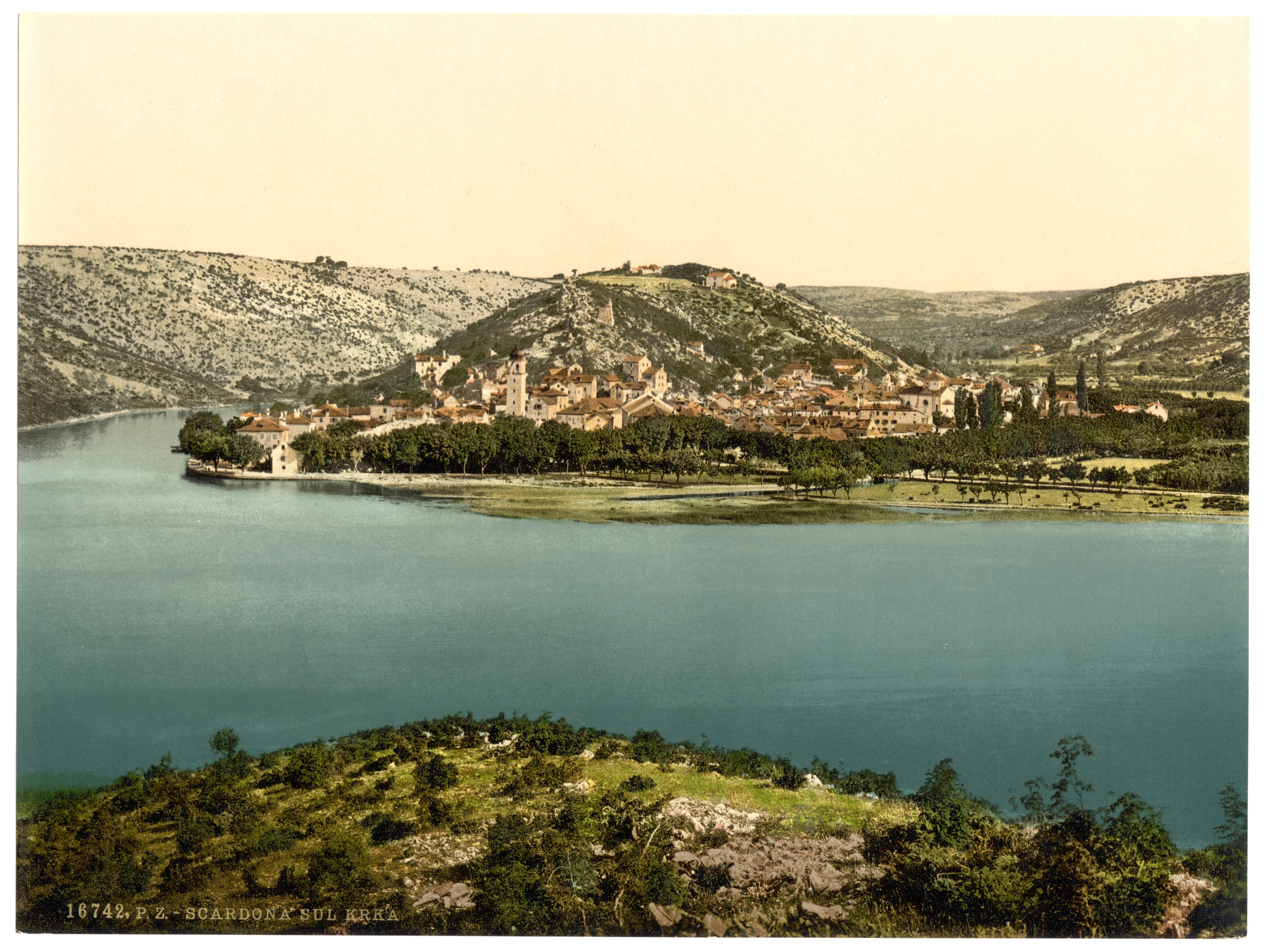
Scardona tra il 1890 e il 1900

È presente una piccola comunità di italiani autoctoni che rappresentano una minoranza residuale di quelle popolazioni italofone che abitarono per secoli la penisola dell'Istria e le coste e le isole del Quarnaro e della Dalmazia, territori che appartennero alla Repubblica di Venezia. La presenza degli italiani a Scardona è drasticamente diminuita in seguito agli esodi che hanno seguito la prima e la seconda guerra mondiale.
Centro a maggioranza croata era abitato da una minoranza italiana, discendente di quegli impiegati, medici, notai, militari che la Repubblica di Venezia aveva qui installato durante il XVIII secolo. Per tutto il XIX secolo, gli atti del Comune furono redatti esclusivamente in italiano. Nel 1867, il deputato bilingue e podestà cittadino Giovanni Marassovich rilevava che in città si impartiva l'istruzione in italiano e in lingua slava, “ciò in omaggio alla coltura italiana di Scardona e alla sua nazionalità slava”. Lo stesso Marassovich si impegnò per diffondere il bilinguismo in tutta la Dalmazia, contro le pretese nazionaliste dei croati. Alle elezioni del 1890, la città espresse un deputato italiano, il notaio Emanuele Vidovich. Nel 1897 venne aperta dagli italiani locali una sede della Lega Nazionale, come anche a Dernis. Tuttavia nel 1927 si contavano appena 26 italiani a Scardona.
Nativo di Scardona fu Natale (Nade) Krekich, avvocato a Zara e senatore del Regno, membro del Partito Autonomista.

## Geografia antropica
Il Comune di Scardona è composto dalle seguenti 22 frazioni (naselja), di seguito elencate. Tra parentesi il nome in lingua italiana, generalmente desueto.
- Bićine (San Giovanni in Pena)
- Bratiškovci (Convento d'Ostro o Bratiscovzi[11])
- Bribir (Brebério[12][13] o Brebéra, dal toponimo latino Breberia o Varvaria)
- Cicvare (Zizzovara)
- Dubravice (Lugo di Procleano o Dubravizza)
- Gorice (Gorizze)
- Gračac (Graciaz di Scardona)
- Ićevo (Carraia  o Ichievo)
- Krković (Chércovich)
- Lađevci (Làgevaz)
- Međare (Medara)
- Piramatovci (Piramatozzi)
- Plastovo (Bachimieo)
- Rupe (Rupia[14] o Rupe Sant'Antonio)
- Skradin (Scardona), sede comunale
- Skradinsko Polje (Campo di Scardona o Poglie di Scardona)
- Sonković (Sòncovich)
- Vaćani (Vachiane[14] o Vecchiana o Vazzani, dal toponimo latino Acianum)
- Velika Glava (Vellaglava)
- Žažvić (Zassich o Zaxich)
- Ždrapanj (San Bartolo di Sdrappàn)